# 에릭 로이드
에릭 로이드(Eric Lloyd, 1986년 5월 19일 ~ )는 미국의 배우이다.

## 출연 작품

### 영화
- 산타클로스 (1994)
- 내 이름은 던스턴 (1996)